# Cantone di Oloron-Sainte-Marie-Est
Il Cantone di Oloron-Sainte-Marie-Est era una divisione amministrativa dell'arrondissement di Oloron-Sainte-Marie.
È stato soppresso a seguito della riforma complessiva dei cantoni del 2014, che è entrata in vigore con le elezioni dipartimentali del 2015.
Comprendeva parte della città di Oloron-Sainte-Marie e i comuni di
- Bidos
- Buziet
- Cardesse
- Escou
- Escout
- Estos
- Eysus
- Goès
- Herrère
- Ledeuix
- Lurbe-Saint-Christau
- Ogeu-les-Bains
- Poey-d'Oloron
- Précilhon
- Saucède
- Verdets